# Marcaria
Marcaria és un municipi situat al territori de la província de Màntua, a la regió de la Llombardia (Itàlia).
Marcaria limita amb els municipis d'Acquanegra sul Chiese, Borgoforte, Bozzolo, Castellucchio, Curtatone, Gazoldo degli Ippoliti, Gazzuolo, Redondesco, San Martino dall'Argine i Viadana.
Pertanyen al municipi les frazioni de Campitello, Canicossa, Casatico, Casazze, Cesole, Cimbriolo, Gabbiana, Ospitaletto Mantovano, Pilastro, San Michele in Bosco i Torre d'Oglio.

## Galeria

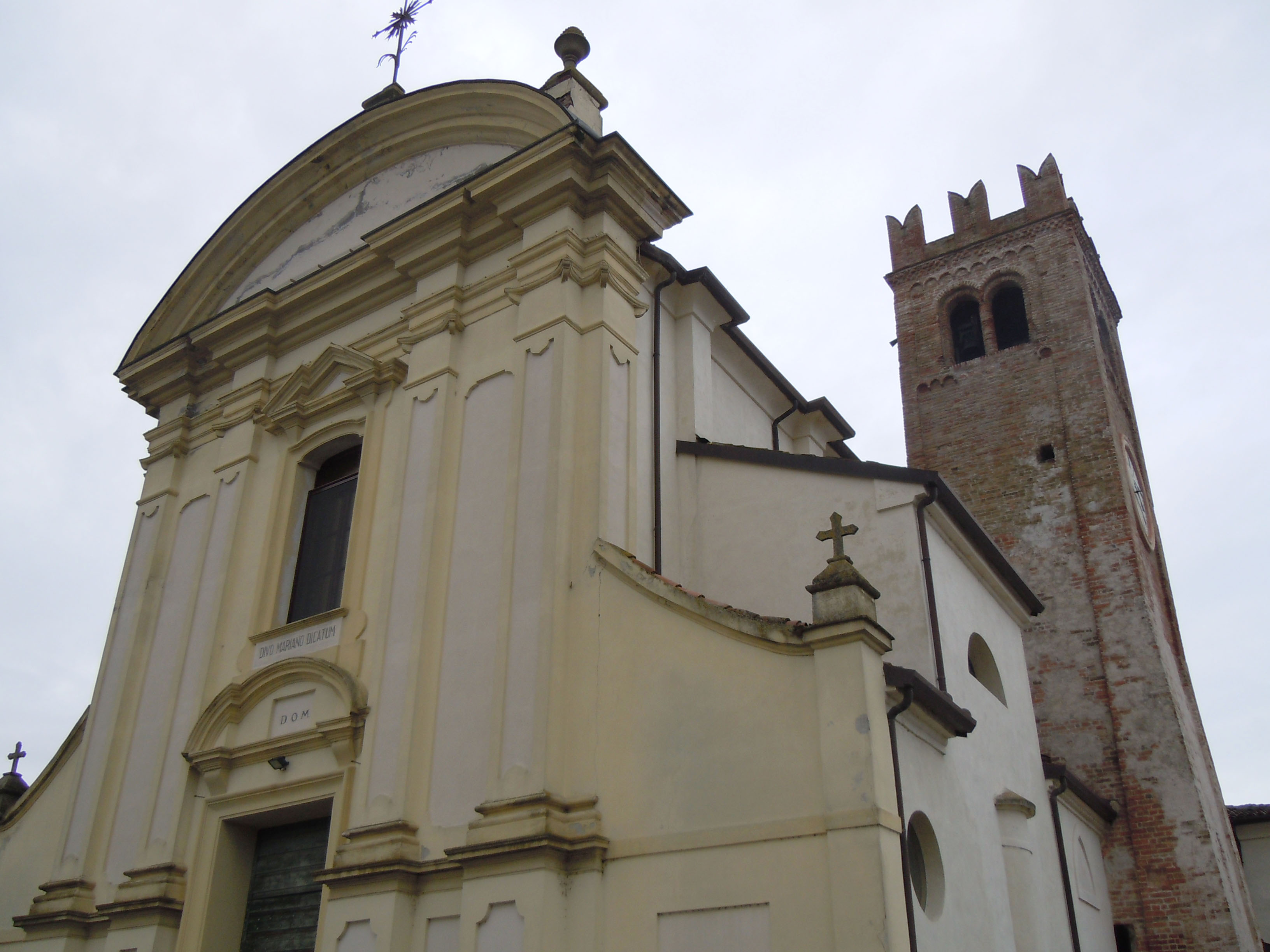
Església de S. Marià